# Yangtzekiang Garment
Die Yangtzekiang Garment Limited (auch YGM-Group) ist ein chinesischer Bekleidungshersteller, der vor allem im Auftrag von anderen Modeunternehmen fertigt.

## Geschichte
Das Unternehmen wurde 1949 von Chan Sui-kau gegründet. Das Unternehmen konzentrierte sich zuerst auf die Produktion von Hemden für den chinesischen Markt. Schon bald darauf folgten erste Exporte nach Europa und den USA. Ab den 1960er Jahren wurden auch Hosen und Anzüge hergestellt. 1970 folgte der Börsengang an der Börse Hongkong. In den 1980er Jahren wurde eine erste ausländische Produktion in Saipan angesiedelt, weitere folgten in den 1990er Jahren in Myanmar und Sri Lanka. 1990 wurde die Baumwollstrickerei Hong Kong Knitters Ltd. übernommen. Weitere Produktionsstandorte folgten in den 2000er Jahren in Bangladesch und Lesotho. Seit 2006 besteht ein Lizenz- und Vertriebsabkommen mit dem deutschen Hemdenhersteller Olymp für den chinesischen Markt.

## Produktionsstandorte
Heute unterhält das Unternehmen Produktionsstandorte in China (u. a. Guigang, Panyu und Wuxi), Bangladesch und Myanmar.

## Produktion
Das Unternehmen produziert unter anderem für folgende Marken:
- Abacus
- Benetton
- Burton
- Fila
- Hackett London
- Hugo Boss
- Leineweber
- Navyboot
- Nike
- Tesco
- Woolworths